# Фрідріх-Вільгельм фон Меллентін
Фрідріх-Вільгельм фон Меллентін (нім. Friedrich Wilhelm von Mellenthin; нар. 30 серпня 1904, Бреслау — пом. 28 червня 1997, Йоганнесбург) — німецький воєначальник часів Третього Рейху, генерал-майор (1945) Вермахту, військовий історик та мемуарист.

## Біографія
Військова кар'єра
- 1 квітня 1924 — фенріх
- 1 жовтня 1925 — капрал
- 1 лютого 1928 — лейтенант
- ? — обер-лейтенант
- ? — гауптман
- ? — майор
- ? — оберст-лейтенант
- ? — оберст
- січень 1945 — генерал-майор

## Твори
- von Mellenthin, Major-General F. W. (1971) [1956]. Panzer Battles: A Study of the Employment of Armor in the Second World War (First Ballantine Books Edition ed.). New York: Ballantine Books. ISBN 0-345-24440-0.
- фон, Меллентин Фридрих Вильгельм. Танковые сражения 1939-1945 гг. : Боевое применение танков во второй мировой войне = Panzerschlachten. Eine Studie über den Einsatz von Panzerverbänden im 2. Weltkrieg / Перевод с английского П. Н. Видуэцкого и В. И. Саввина. — М. : Иностранная литература, 1957. — 303 с. (рос.)